# Гакар
Гакар (गकार) — ग, га, буква консонантно-слогового алфавита деванагари, обозначает звонкий велярный взрывной согласный, произносится как /ɡʌ-/ в английском слове gum. Акшара-санкхья — 3 (три). Относится к группе из 24 согласных, имеющих правую вертикальную черту и теряющих её при объединении в кластер: ग्‍. Для обозначения оглушения огласовки на -а на письме к букве добавляют диакритический подстрочный символ вираму ग + ◌् = ग् . Для записи слов на языке урду и английских слов используется диакритический подстрочный символ в виде точки: ग + ़ = ग़, читающийся как /ɣ/.
- Га нагари
- Га ранджана

## Нумерация Арьябхата
- ग (га) - 3
- गि (ги) - 300
- गु (гу) - 30000